# Satchelliella dissimilis
Satchelliella dissimilis är en tvåvingeart som beskrevs av Krek 1972. Satchelliella dissimilis ingår i släktet Satchelliella och familjen fjärilsmyggor. Inga underarter finns listade i Catalogue of Life.